# Felipe Lourenço
Felipe Lourenço da Silva(São Paulo, 25 de agosto de 1990) é um  voleibolista indoor brasileiro, atuante na posição de Líbero, com marca de 302 cm no ataque e 297 cm no bloqueio,  e representando a Seleção Brasileira foi medalhista de prata no Campeonato Mundial de 2014 na Polônia.Em clubes possui a medalha de prata na edição do Campeonato Sul-Americano de Clubes de 2016 no Brasil.

## Carreira
O início de sua trajetória no voleibol ocorreu por volta da jornada 2005-06, isto é, ainda na fase escolar; nesta ocasião integrava o elenco do Colégio Campos Salles em competições e no ano de 2007 comandados pelo técnico Luís Fernando Butti conquistou o título da edição dos Jogos Escolares Brasileiros (JEB’ s), representando São Paulo na cidade de Lins, atualmente chamado de Jogos Escolares da Juventude, antes chamado de  Olimpíadas Escolares Nacionais.
Ele estava vinculado a Associação Brasileira “A Hebraica” de São Paulo na temporada de 2007 quando foi convocado pelo técnico Silvio Roberto Forti para representar a Seleção Paulista na edição do Campeonato Brasileiro de Seleções, categoria infantojuvenil, divisão especial, realizado em Saquarema e conquistou a medalha de bronze.
Em 2009 transfere-se para o Pinheiros/Sky  até então jogava na posição de ponteiro e quando o líbero Alan Barbosa Domingos sofreu uma contusão, então  técnico do clube da época, Cebola, o colocou para desempenhar a tal função e logo se adaptou e permaneceu nesta nova função. Nesta mesma temporada foi convocado pelo Técnico Sílvio Roberto Forti para disputara o Campeonato Brasileiro de Seleções Estaduais, categoria juvenil da segunda divisão, esta foi sediada em Natal e conquistou o título e garantiu o retorno do Estado a primeira divisão na categoria.
Na jornada 2009-10  competiu pelo Sky/Pinheiros alcançou as semifinais da Copa São Paulo em 2009 e por este disputou a Superliga Brasileira A correspondente e conquistou o bronze nesta edição  e foi o sexto colocado no fundamento da recepção.
Renovou com o Pinheiros/SKY para atuar na temporada 2010-11 onde conquistou o bronze no Campeonato Paulista de 2010, e avançou as quartas de final da Superliga Brasileira A, encerrando na sétima colocação posição.
Em 2011 disputou pela primeira vez a edição dos Jogos Abertos do Interior sediado na cidade de Mogi das Cruzes atuando pelo BMG/ São Bernardo do Campo, e por este clube competiu na jornada 2011-12 disputando a referente Superliga Brasileira A na qual encerrou por este clube na oitava posição.
Atuou por mais uma jornada pela equipe de BMG/São Bernardo, que passou a utilizar o nome São Bernardo Vôlei na temporada 2012-13, disputando por este a correspondente Superliga Brasileira A e novamente alcançando a oitava posição nesta edição. Em 2013 foi convocado pelo técnico Roberley Luiz Leonaldo para os treinamentos da Seleção Sub-23 em Saquarema.
Permaneceu no clube que utilizou  a alcunha de São Bernardo Vôlei na jornada 2013-14, conquistou o título dos Jogos Regionais em Barueri de 2013 e campeão dos Jogos Abertos do Interior em Mogi das Cruzes e alcançou o sétimo lugar na Superliga Brasileira A 2013-14, e ocupou a quinta posição entre os melhores atletas no fundamento da recepção e a décima colocação no fundamento de defesa e finalizou na oitava colocação da Copa Brasil de  2014, realizada em Campinas.
Foi convocado pelo técnico Bernardo Rezende para Seleção Brasileira para disputar a edição da Liga Mundial de 2014, novamente vestindo a camisa#11 disputou a primeira fase e não disputou a fase final, ocasião do vice-campeonato do Brasil. Também foi convocado para disputar o Campeonato Mundial na Polônia, utilizando a camisa#11 conquistou a medalha de prata em seu primeiro mundial na categoria adulto.
No período esportivo de 2014-15 transferiu-se para o  Funvic/Taubaté conquistando o título inédito para o clube  do Campeonato Paulista em 2014 e nesta temporada foi também vice-campeão dos Jogos Regionais de Caraguatatuba e competiu por este também na correspondente Superliga Brasileira A e finalizou com o bronze, sexto colocado no fundamento de recepção e quarto colocado na defesa.
Disputou em 2015 a Copa Brasil em Campinas, e obteve mais um título inédito e a edição do Campeonato Sul-Americano de Clubes em 2015, este sediado em San Juan, na Argentina por este clube foi semifinalista e encerrou na quarta colocação.
Pelo Funvic/Taubatén disputou a Supercopa Brasileira de 2015, realizada em Itapetininga, sagrando-se campeão nesta que foi a primeira edição. Neste mesmo ano foi convocado para Seleção Brasileira e disputou a primeira fase e a fase final da Liga Mundial de 2015, com a fase final no Rio de Janeiro, vestiu de novo a camisa#11 quando finalizou na quinta posição.
Na temporada 2015-16 renovou com o clube de Taubaté, época que passou a utilizara alcunha São Paulo/Taubaté , devido a parceria com o São Paulo Futebol Clube , e conquistou o título dos Jogos Regionais , realizados em Taubaté além dos títulos da Copa São Paulo de 2015 e do Campeonato Paulista neste mesmo ano e disputou a Superliga Brasileira 2015-16 e alcançou apenas a sétima colocação  da Copa Brasil de 2016, novamente em Campinas.
Em 2016 disputou o Campeonato Sul-Americano de Clubes sediado em Taubaté, Brasil e conquistou a medalha de prata nesta edição. Não renovou  Funvic/Taubaté para as competições do período esportivo 2016-17.
Foi contratado pela Copel Telecom Maringá Vôlei e disputou a temporada 2016-17 por este clube e na correspondente edição da Superliga Brasileira A finalizou na décima colocação. Em 2017 fpoi convidado para Seleção Brasileira por parte do técnico Renan Dal Zotto para os treinamentos da temporada.
Felipe foi anunciado com reforço da equipe Corinthians-Guarulhos e e estreou na edição do Campeonato Paulista de 2017.

## Títulos e resultados
- Campeonato Sul-Americano de Clubes:2015[49]
- Supercopa Brasileira de Voleibol:2015[50]
- Copa Brasil:2015[45]
- Superliga Brasileira-Série A:2009-10,[13] 2014-15[42]
- Campeonato Paulista:2014,[39] 2015[59]
- Campeonato Paulista:2010
- Copa São Paulo:2015[58]
- Jogos Abertos do Interior de São Paulo:2013[26]
- Jogos Regionais de São Paulo:2013,[25] 2015[57]
- Jogos Regionais de São Paulo:2014[40]
- Campeonato Brasileiro de Seleções Juvenil (2ª Divisão):2009[9]
- Campeonato Brasileiro de Seleções Infantojuvenil (Divisão Especial):2007[5]
- Jogos Escolares da Juventude:2007[2]

## Prêmios individuais
[carece de fontes?]